# 12 tháng 2
Ngày 12 tháng 2 là ngày thứ 43 trong lịch Gregory. Còn 322 ngày trong năm (323 ngày trong năm nhuận).

## Sự kiện
- 515 - Bắc Ngụy Tuyên Vũ Đế đột tử, Thái tử Nguyên Hủ mới 5 tuổi kế vị hoàng đế Bắc Ngụy, Hồ thái hậu phụ chính, tức ngày Đinh Tị (13) tháng 1 năm Ất Mùi.
- 881 – Giáo hoàng Gioan VIII tôn Quốc vương Ý Charles Béo là Hoàng đế La Mã Thần thánh.
- 1502 – Vasco da Gama khởi hành từ Lisbon, Bồ Đào Nha, trong chuyến đi thứ hai của ông tới Ấn Độ.
- 1541 – Chinh tướng người Tây Ban Nha Pedro de Valdivia thành lập khu định cư Santiago de Nueva Extremadura, tiền thân của thủ đô Santiago, Chile.
- 1554 – Một năm sau khi tuyên bố vương vị Anh trong chín ngày, Jane Grey bị xử trảm vì tội mưu phản.
- 1733 – Một người Anh tên là James Oglethorpe thành lập Georgia, thuộc địa thứ 13 trong Mười ba thuộc địa, và thành phố đầu tiên của thuộc địa tại Savannah.
- 1832 – Ecuador sáp nhập quần đảo Galápagos tại Thái Bình Dương, đặt tên quần đảo là "Quần đảo Ecuador".
- 1895 – Chiến tranh Trung-Nhật thứ nhất: Trận Uy Hải Vệ kết thúc.
- 1912 – Long Dụ hoàng thái hậu lâm triều xưng chế, lấy danh nghĩa Thái hậu ban bố "Thoái vị chiếu thư", Phổ Nghi thoái vị, kết thúc 268 năm triều Thanh thống trị Trung Nguyên, tức ngày Mậu Ngọ (25) tháng 12 năm Tân Hợi.
- 1947 – Hãng xa xỉ phẩm Christian Dior S.A. của Pháp cho ra mắt bộ sưu tập thời trang đầu tiên của mình cho mùa Xuân/Hè 1947.
- 1958 – Mao Trạch Đông ký sắc lệnh tiêu diệt hoàn toàn chim sẻ trong Đại Nhảy Vọt
- 1968 – Thảm sát Phong Nhất và Phong Nhị: các đơn vị quân đội Hàn Quốc đã thảm sát hàng loạt dân thường không có vũ khí, trong đó phần lớn là phụ nữ và trẻ em.
- 1974 – Tác giả Aleksandr Solzhenitsyn bị bắt giữ và sau đó bị trục xuất khỏi Liên Xô vì viết Quần đảo Gulag nói về hệ thống trại lao động cưỡng bức của nước này.
- 1993 – James Patrick Bulger bị sát hại tại Kirkby, Merseyside, Anh.
- 2002 – Phiên tòa xét xử cựu Tổng thống Nam Tư Slobodan Milošević bắt đầu tại Tòa án Hình sự Quốc tế về Nam Tư cũ của Liên Hợp Quốc tại La Hay, Hà Lan.
- 2009 – Chuyến bay 3407 của Continental Airlines đâm vào một tòa nhà tại New York, khiến toàn bộ người trên khoang thiệt mạng.
- 2016 – Giáo hoàng Phanxicô và Thượng phụ Kirill ký một tuyên bố chung trong cuộc họp đầu tiên giữa hai nhà lãnh đạo của Giáo hội Công giáo Rôma và Giáo hội Chính thống giáo Nga kể từ Ly giáo Đông–Tây.
- 2019 – Cộng hòa Macedonia đổi tên thành Cộng hòa Bắc Macedonia theo điều khoản trong Hiệp định Prespa, giả quyết tranh chấp đặt tên Macedonia với Hy Lạp.

## Sinh
- 712 –  Đỗ Phủ, nhà thơ lớn thời Đường (m. 770)
- 1194 – Trần Thủ Độ, Tể tướng Thái sư nhà Trần (m. 1264)
- 1809 – Abraham Lincoln, Tổng thống thứ 16 Hoa Kỳ (m. 1865).
- 1809 – Charles Darwin, nhà sinh học Anh (m. 1882).
- 1833 – Nguyễn Phúc Miên Uyển, tước phong Quảng Hóa Quận công, hoàng tử con vua Minh Mạng (m. 1893)
- 1835 – Nguyễn Phúc Hồng Phi, tước phong Vĩnh Quốc công, hoàng tử con vua Thiệu Trị nhà Nguyễn (m. 1863)
- 1869 – Kiến Phúc, vua nhà Nguyễn (m. 1884).
- 1876 – Thổ-đan Gia-mục-thố, Đạt-lại Lạt-ma thứ 13 (m. 1933).
- 1898 – Tống Mỹ Linh, phu nhân Tưởng Giới Thạch, một trong 3 chị em họ Tống (m. 2003).
- 1900 – Vasily Ivanovich Chuikov, tướng Hồng Quân Liên Xô (m. 1982).
- 1948 – Vũ Đức Sao Biển, nhạc sĩ Việt Nam.
- 1963 – Borislav Mikhailov, cầu thủ bóng đá Bulgaria, chủ tịch Liên đoàn bóng đá Bulgaria.
- 1969 – Hong Myung-Bo, cầu thủ bóng đá Hàn Quốc.
- 1985 – Hoàng Anh Tuấn, vận động viên cử tạ Việt Nam.
- 1985 – Yoshika Kato, nữ diễn viên người Nhật
- 1992 – Soyou, nữ ca sĩ, diễn viên người Hàn Quốc, cựu thành viên nhóm nhạc nữ Sistar

## Mất
- 1554 - Jane Grey (s. 1537).
- 1804 – Immanuel Kant, nhà triết học Đức (s. 1724).
- 1856 – Nikolai Ivanovich Lobachevsky, nhà toán học Nga (s. 1792).
- 1895 – Đinh Nhữ Xương, chỉ huy Hạm đội Bắc Dương của Đại Thanh (s. 1836).
- 1922 – Nguyễn Trọng Trì, danh sĩ Việt Nam, nhà cách mạng kháng Pháp (s. 1845).
- 1935 – Auguste Escoffier, đầu bếp Pháp (s. 1846).
- 1970 – Jean Renoir, đạo diễn, diễn viên, nhà văn Pháp (s. 1894).
- 2003 – Duy Khánh, ca sĩ, nhạc sĩ Việt Nam Cộng Hòa (s. 1936).
- 2008 – Imad Fayez Mughniyah, chỉ huy Hezbollah (s. 1962).
- 2019 – Gordon Banks, huyền thoại bóng đá người Anh
- 2025 – Nguyễn Minh Quang, Bộ trưởng Bộ Tài nguyên và Môi trường Việt Nam (s. 1953)

## Những ngày lễ và kỷ niệm
- Ngày Quốc tế chống sử dụng Binh sĩ Trẻ em (bắt đầu từ năm 2002)